# Лазарев кањон
Кањон Лазареве реке или Лазарев кањон је најдужи и најдубљи кањон у источној Србији који се налази код села Злот, на 20 km од Бора. Простире се између обронака источног Кучаја и крашке висоравни Дубашница. Због стрмости својих стеновитих литица, ни дан данас није у потпуности испитан и познат је по многобројним пећинама и јамама. Спелеолошких објеката који су до сад регистровани има 70. Најпознатији спелеолошки објекат је уједно и најдужа пећина у Србији, Лазарева пећина.
Заштићен је као споменик природе Лазарев кањон.

## Карактеристике
Са дужином од око 9 km и дубином од 300 до 500 m, представља најдужи и најдубљи кањон на истоку Србије. Настао је усецањем Лазареве реке као и његових притока Ваља Микуљ (Микуљска река), Ваља де Мижлок и Вејске реке у кречњачки масив Кучаја. Подручје је богато бројним спелеолошким објектима од којих су најзначајнији Лазарева пећина која је најдужа пећина у Србији по досадашњим сазнањима и пећина Верњикица који многи сматрају за најатрактивнију у Србији.
Попречни профил кањона је асиметричан: десна страна кањона, испод Малиника, висока је до 500 m, док је висина леве стране око 300 m. Просечан нагиб уздужног профила кањона је 38%, а висинска разлика између ушћа у Злотску реку и завршетка висеће долине је 200 m.  На неким местима ескарпмани кањонског процепа су толико приближени тако да су њихове горње ивице на растојању мањем од 400 m. У најужем делу кањона налази се и серија џиновских лонаца, водом издубљених котлова распоређених у два висинска нивоа. Највећи лонац је дужине 7,5 m ширине 6,5 и дубине 3 m.
Кањон је са свих страна заклоњен стеновитим гребенима: са југа и југоистока уздиже се Малиник (1.087 m), са севера Стрњак (720 m) и Корњет (696 m), а са запада Погара (883 m) и Микуља (1.022 m). Садржи преко 70 пећина. Само неке од њих су откривене и доступне, познате под називом Злотске пећине (Лазарева пећина, Верњикица, Хајдучица, Мандина пећина, Дубашничка јама и др.).
Простор Лазаревог кањона представља затворен екосистем, па су се самим тим овде одржале неке реликтне и ендемске врсте биљака као што је Српска рамонда. Ово је и станиште строго заштићеног сурог орла, а у склопу пећине Верњикица се налази популација од 50.000 слепих мишева, највећа колонија у Европи.

## Историја Лазаревог кањона
Лазарев кањон, кроз који протиче истоимена река, био је, за време Турака, једно од најзначајнијих склоништа хомољских хајдука. Улазак у овај кањон за хајдуке је значио спас, јер се Турци никада нису усуђивали да их следе.
Легенда каже да су, после битке на Марици 1371. године, коњаници кнеза Лазара дошли у овај крај, задржавши се ту одређено време, одакле потиче и име реке и кањона. Касније су у пећини боравили и хајдуци који су се борили против турских окупатора.

## Флора и фауна
Лазарев кањон спада у једно од флористичко-фитогеографски најсложенијих и најразноврснијих подручја на територији Србије. Флора Лазаревог кањона и Малиника броји 720 таксона (20% флоре Србије и 11% флоре Балкана) на нивоу врста и подврста сврстаних у 345 родова и 71 фамилију. Међутим, флора овог подручја још увек није у потпуности испитана и да треба очекивати да је његово флористичко богатство нешто веће.
Лазарев кањон је данас дом ретких биљака - кримског бора, реликтне врсте тисовог дрвета и српске рамондије, и животиња - дивокозе, сурог орла, шумске сове и сивог сокола. У његовим пећинама станује велики број ендемских зглавкара и слепих мишева. Такође постоје бројна легла змија отровница, најчешће поскока и ово је њихово највеће станиште у Европи.

## Лазарева пећина
Најпознатија знаменитост кањона. То је сува, затворена пећина, са изворском водом, богато окићена пећинским стубовима, драперијама, бигренима и калцитним кадицама, као и накитом од сталактита и сталагмита високим и до неколико десетина метара. На самом улазу налазе се пећинске свеће од снежнобелог кристализованог калцита. Накит Лазареве пећине називан је облицима на које наликује, па су најпознатији украси Стогови, Фонтана, Пласт, Бизон, Царска ложа, Диригент, Оркестар, Слапови...
Ово је најдужа пећина у Србији, са 16 километара истражених канала. Такође је и значајан археолошки локалитет из праисторије.
У пећини су пронађена три праисторијска културна хоризонта. Из најстаријег, бакарног доба, пронађен је велики број керамичких предмета и коштаних алатки (шила, длета и ножева). У бронзаном добу пећина је служила као ловачка станица, а у гвозденом као центар металургије.
Заштићени је споменик природе од 1949. године, а 2005. проглашена је објектом геонаслеђа Србије на територији споменика природе Лазарев кањон.

## Заштита
Претходна заштита неких делова овог подручја спроведена на основу Закона о заштити споменика природе и природних реткости и то 1949. када је под заштиту стављен природни споменик Лазарева пећина и 1959. резерват Малиник. Уредба о заштити споменика природе Лазарев кањон донесена је 16. маја 2000. године и сврстан је у I
категорију заштите као природно добро од изузетног значаја.
Укупна површина споменика природе износи 1.755,5 ha и налази се на територијама града Бора (1.176,3 ha) и општине Бољевац (579,2 ha), код села Злот и Подгорац.

## Галерија
- Видиковац Ковеј
- Поглед из Подгорца